# Bleptina descripta
Bleptina descripta là một loài bướm đêm trong họ Noctuidae.